# Hemithea profecta
Hemithea profecta är en fjärilsart som beskrevs av Louis Beethoven Prout 1933. Hemithea profecta ingår i släktet Hemithea och familjen mätare. Inga underarter finns listade i Catalogue of Life.